# Benny Gebauer

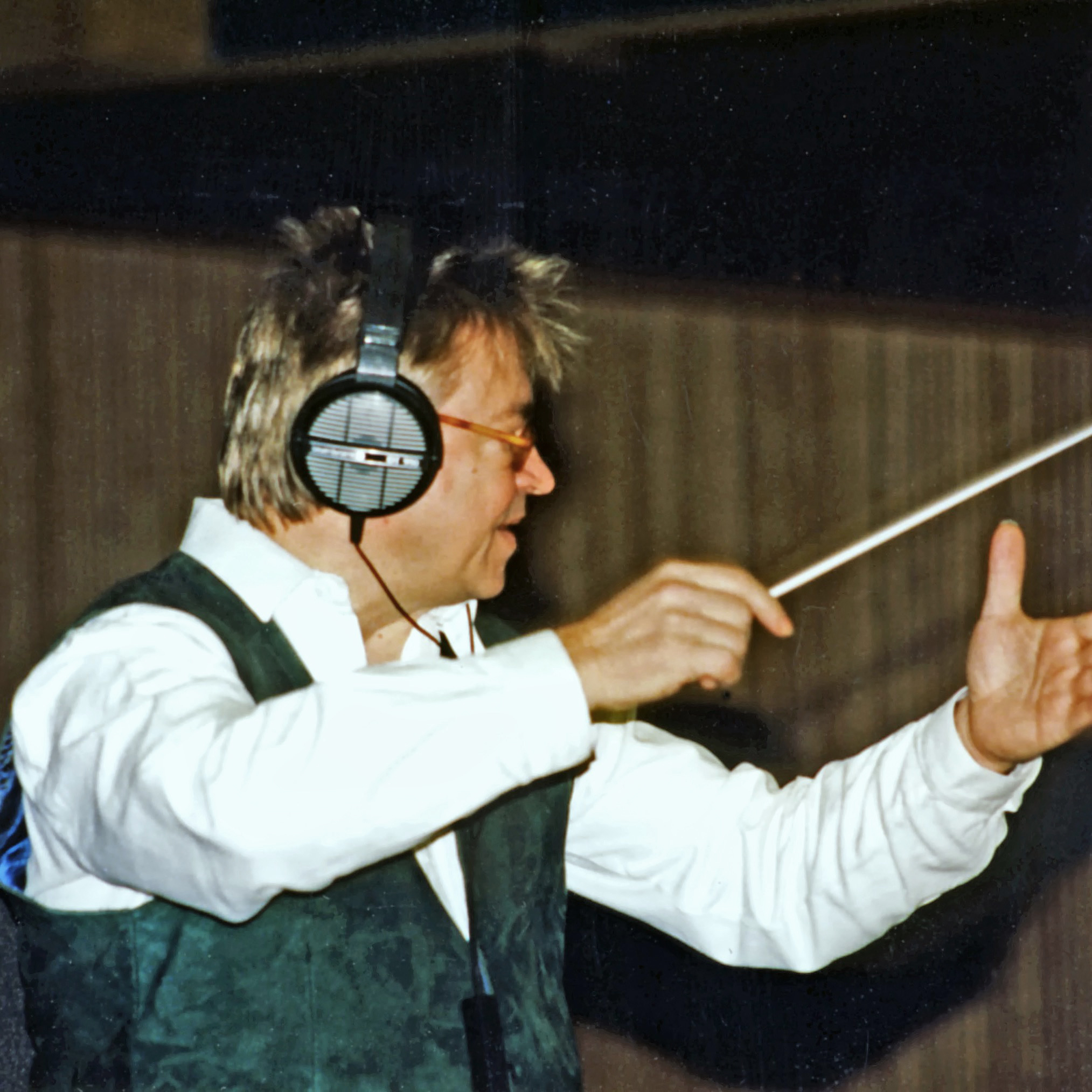
Benny Gebauer (1996)

Bertram „Benny“ Gebauer (* 26. September 1939 in Altsattl) ist ein deutscher Instrumentalist (Klarinette, Saxophon, Mundharmonika) und Komponist; er arbeitete auch unter den Pseudonymen Jacques Romain und Joe Meiling.

## Leben und Wirken
Gebauer erhielt seit der Einschulung Geigenunterricht; ab dem zwölften Lebensjahr erlernte er Klarinette und trat mit einem Jugendorchester auf. Er studierte zunächst im Hauptfach Klarinette am Leopold-Mozart-Konservatorium Augsburg, danach bis zum Examen Komposition an der Hochschule für Musik und Theater München. Nach Tourneen mit Kammermusik-Ensembles arbeitete er ab 1966 als Studiomusiker in München als Saxophonsolist. Er legte im Bereich des Jazz und Easy Listening Alben vor, schrieb für den Film und klassische Auftragskomposition für alle Rundfunkanstalten und war ab 1980 für 15 Jahre regelmäßig Gastdirigent des SWF-Rundfunkorchesters.
Seine Werke wurden mit dem Prix de Jeunesse Musicale für Kammermusik und dem Preis der European Broadcasting Union für konzertante Blasmusik ausgezeichnet.